# 艾麗·麥花遜
艾麗·麥花遜（英語：Elle Macpherson，1964年3月29日—）是出生於澳洲新南威爾斯的超模及演員。在歐美時尚界她有「身体/身材」（The Body）的美譽。她在1980至90年代時，多次出現於著名運動雜誌《運動畫刊》的年度“泳装特辑”。

## 早年生活
1964年3月29日，艾麗於澳洲的新南威爾斯出生。她是家中的大姊，有四個弟妹。艾麗14歲時，她父母離異。她母親後來嫁給一位叫尼爾·麥花遜的男人，所以艾麗把姓氏改為麥花遜。艾麗曾於雪梨大學讀過一年課程。

## 成名
當她出現在知名時裝雜誌《ELLE》，她開始受人們注意。此時21歲的艾麗嫁給了《ELLE》雜誌的吉勒斯·本西蒙（Gilles Bensimon）。艾麗登上《運動畫刊》的泳裝版共5次（1986,1987,1988,1994及2006）。她亦是知名內衣品牌，維多利亞的秘密的模特兒。